# Теорема Лагранжа (теорія груп)
Теорема Лагранжа — твердження в теорії груп згідно з яким кількість елементів будь-якої підгрупи скінченної групи ділить кількість елементів самої групи.
Точніше можна записати
{\displaystyle |G|=|G:H|\cdot |H|},
де {\displaystyle |G:H|} позначає індекс групи {\displaystyle G} по підгрупі {\displaystyle H},тобто кількість класів суміжності {\displaystyle H} в {\displaystyle G}, а {\displaystyle |G|}, {\displaystyle |H|} позначають порядок групи і підгрупи, тобто кількість їх елементів.

## Доведення
Нехай {\displaystyle G} є скінченною групою. Розглянемо множину лівосторонніх класів суміжності {\displaystyle \{gH\colon g\in G\}} групи {\displaystyle G} щодо {\displaystyle H}. Ця множина розбиває групу {\displaystyle G} на {\displaystyle n=|G:H|} рівнопотужних множин: {\displaystyle g_{1}H,g_{2}H,\dots ,g_{n}H}.
Тобто
{\displaystyle G=g_{1}H\cup g_{2}H\cup \dots \cup g_{n}H},
і враховуючи відсутність перетину цих множин:
{\displaystyle |G|=|g_{1}H|+|g_{2}H|+\dots +|g_{n}H|},
і враховуючи їх рівнопотужність з {\displaystyle H}, остаточно отримуємо
{\displaystyle |G|=|H|+|H|+\dots +|H|=n|H|},
тобто:
{\displaystyle |G|=|G:H|\cdot |H|}.

## Наслідки
1. Кількість правих і лівих суміжних класів будь-якої підгрупи {\displaystyle H} в {\displaystyle G} однакова і називається індексом підгрупи {\displaystyle H} в {\displaystyle G} (позначається {\displaystyle [G:H]}).[1]
2. Порядок будь-якої підгрупи скінченної групи {\displaystyle G} є дільником порядку {\displaystyle G.}[2]
3. Із того, що порядок елемента групи дорівнює порядку циклічної підгрупи, яку створює цей елемент, слідує, що порядок будь-якого елемента скінченної групи {\displaystyle G} є дільником {\displaystyle G}. Цей наслідок узагальнює теорему Ейлера і малу теорему Ферма в теорії чисел.
4. Група порядку {\displaystyle p}, де {\displaystyle p} — просте число, циклічна. (Оскільки порядок елемента, відмінного від одиниці, не може дорівнювати {\displaystyle 1}, всі елементи, крім одиниці, мають порядок {\displaystyle p}, а отже, кожен з них породжує групу.)[3]

## Узагальнення
Теорема Лагранжа допускає наступне просте узагальнення: нехай {\displaystyle G} є скінченною групою і маємо {\displaystyle K\leqslant H\leqslant G}, тоді
{\displaystyle |G:H|\cdot |H:K|=|G:K|}.

### Доведення
З теореми Лагранжа випливає:
{\displaystyle |G:H|\cdot |H|=|G|=|G:K|\cdot |K|} і також
{\displaystyle |H:K|\cdot |K|=|H|},
звідки
{\displaystyle |G:H|\cdot |H:K|={\frac {|G|}{|H|}}\cdot {\frac {|H|}{|K|}}={\frac {|G:K|\cdot |K|}{|K|}}=|G:K|}.

### Українською
- Гаврилків В. М. Елементи теорії груп та теорії кілець. — І.-Ф.  : Голіней, 2023. — 153 с.
- Ганюшкін О. Г., Безущак О. О. Теорія груп: Навчальний посібник для студентів механіко–математичного факультету. — Київ : ВПЦ "Київський університет", 2005.(укр.)

### Іншими мовами
- Курош А. Г. Теория групп. — 3-е изд. — Москва : Наука, 1967. — 648 с. — ISBN 5-8114-0616-9.(рос.)
- Джозеф Ротман[en]. An Introduction to the Theory of Groups. — 4th. — Springer (Graduate Texts in Mathematics), 1994. — 532 с. — ISBN 978-0387942858.(англ.)